# Wanna Go Back
Wanna Go Back è l'undicesimo e ultimo album in studio del cantante statunitense Eddie Money, pubblicato nel 2007.
Si tratta di un album di cover.

## Tracce
1. Ain't No Mountain High Enough (featuring Jesse Money) – 2:41 (Nikolas Ashford, Valerie Simpson)
2. Higher and Higher – 3:24 (Gary Jackson, Carl Smith, Raynard Miner)
3. You Don't Know Me – 4:42 (Eddy Arnold, Cindy Walker, Andy Walker)
4. Baby, Now That I've Found You – 3:02 (John MacLeod, Tony Macaulay)
5. Good Lovin' – 2:36 (Rudy Clark, Artie Resnick)
6. Expressway to Your Heart – 3:34 (Kenny Gamble, Leon Huff)
7. Jenny Take a Ride – 4:04 (Enotris Johnson, Richard Penniman)
8. Build Me Up Buttercup – 3:35 (Michael d'Abo, Macaulay)
9. Land of a Thousand Dances – 3:30 (Chris Kenner)
10. Hold On, I'm Comin' (featuring Jesse Money) – 2:27 (Isaac Hayes, David Porter)
11. Mockingbird (featuring Jesse Money) – 4:24 (Charlie Foxx, Inez Foxx)
12. Please Please/Baby Don't You Weep – 5:46 (Johnny Terry, James Brown)